# Родригес, Рибаир
Рибаи́р Родри́гес Пе́рес (исп. Ribair Rodríguez Pérez; 4 октября 1987, Монтевидео) — уругвайский футболист, опорный полузащитник.

## Клубная карьера
Родригес воспитанник клуба «Данубио». В 2004 году он дебютировал за команду в уругвайской Примере. В том же году он выиграл свой первый чемпионат. Вплоть до сезона 2007/2008 Рибаир боролся за место в основном составе, за это время он ещё раз выиграл уругвайское первенство. В 2010 году он покинул родину и перешёл в аргентинский «Тигре». 30 января в матче против «Чакарита Хуниорс» Родригес дебютировал в аргентинской Примере. По окончании сезона Рибаир перешёл в «Бельграно». 5 февраля 2011 года в поединке против «Сан-Мартин» он дебютировал за новый клуб. 19 февраля в матче против «Тукумана» Родргес сделал дубль.
Летом 2012 года Рибаир перешёл в итальянскую «Сиену». 16 сентября во встрече против «Удинезе» он дебютировал в Серии А. Из-за высокой конкуренции уже в начале 2013 года Родригес на правах аренды перешёл в «Бока Хуниорс». 9 февраля в поединке против «Кильмеса» он дебютировал за новую команду. 1 сентября в матче против «Велес Сарсфилд» Рибаир забил свой первый гол за «Боку».
В начале 2014 года Родригес был продан в мексиканский «Сантос Лагуна». 12 января в матче против «Крус Асуль» он дебютировал в мексиканской Примере.

## Достижения
- Чемпион Уругвая (2): 2004, 2006/07